# Équipe du Kazakhstan féminine de hockey sur gazon
Maillots
L'Équipe du Kazakhstan féminine de hockey sur gazon représente le Kazakhstan dans les compétitions internationales féminines de hockey sur gazon.

## Histoire dans les tournois

### Jeux asiatiques
- 1998 - 6e place
- 2010 - 7e place
- 2014 - 6e place
- 2018 - 10e place

### Coupe d'Asie
- 1999 - 5e place
- 2004 - 5e place
- 2009 - 6e place
- 2013 - 6e place
- 2017 - 7e place

### Coupe AHF
- 1997 -

### Ligue mondiale
- 2012-2013 - 26e place
- 2014-2015 - 29e place
- 2016-2017 - 32e place

### Hockey Series
- 2018-2019 - Open